# Адамс, Джон II
Джон Адамс II (англ. John Adams II; 4 июля 1803, Куинси, Массачусетс, США — 23 октября 1834, Вашингтон, США) — американский государственный деятель и предприниматель, сын и личный секретарь президента США Джона Куинси Адамса.

## Биография
Джон Адамс II родился 4 июля 1803 года в Куинси в семье шестого президента США Джона Куинси Адамса и его жены Луизы Кэтрин Адамс. Учился в Гарвардском университете, но был исключён на последнем курсе за участие в студенческом восстании 1823 года, которое протестовало против учебной программы и условий жизни в университете. Затем изучал юриспруденцию у своего отца, и когда Джон Куинси Адамс стал президентом, его сын служил его личным секретарём. В 1873 году большинство студентов, принимавших участие в инциденте 1823 года, включая Джона Адамса, получили степень «бакалавра искусств на 1823 год» и были зачислены в список выпускников Гарварда.
На приёме в Белом доме во время президентства Джона Куинси Адамса Рассел Джарвис, выступавший против Адамса репортёр Washington Daily Telegraph, считал, что президент Адамс публично оскорбил миссис Джарвис. Поскольку считалось, что президент не застрахован от вызова на дуэль, Джарвис попытался инициировать дуэль с Джоном Адамсом, который присутствовал на приёме. Попытка Джарвиса спровоцировать инцидент привела к получившей широкую огласку драке на кулаках в ротонде Капитолия, когда Джарвис дёрнул Адамса за волосы и нос и дал ему пощечину, а Адамс отказался мстить. Следственный комитет Палаты представителей Соединенных Штатов установил, что Джарвис был инициатором нападения, но не предпринял никаких других действий. Луиза Адамс всегда считала, что негативная пресса, вызванная этим инцидентом, когда редакторы газет, поддерживавшие Эндрю Джексона, обвинили Джона Адамса в трусости, привела к его ранней кончине. Нападение на Адамса послужило толчком для Конгресса к созданию полиции Капитолия Соединенных Штатов, которая обеспечивает безопасность зданий и территорий Конгресса.
После того как его отец покинул Белый дом, Джон попытался сделать карьеру в бизнесе, в том числе управляя Вашингтонской мукомольной фабрикой, принадлежащей его отцу.  Его отсутствие успеха и уныние из-за алкоголизма его брата Джорджа и его самоубийства в 1829 году привели к тому, что Джон сам впал в алкоголизм. Джон Адамс II умер 23 октября 1834 года в Вашингтоне и был похоронен на кладбище Хэнкок в Куинси.

## Семья
Джон Адамс, его старший брат Джордж и младший брат Чарльз были соперниками по одной и той же женщине, их двоюродной сестре Мэри Кэтрин Хеллен (1806—1870), которая жила в семье Джона Куинси Адамса после смерти своих родителей. В 1828 году Джон женился на Мэри Хеллен на церемонии в Белом доме, и оба его брата отказались присутствовать. Джон Адамс и Мэри Хеллен были родителями двух дочерей, Мэри Луизы (2 декабря 1828 — 16 июля 1859) и Джорджианны Фрэнсис (10 сентября 1830 — 20 ноября 1839).
После смерти мужа Мэри Адамс продолжала жить в семье Джона Куинси и Луизы Адамс и помогала ухаживать за ними в старости. Она умерла 31 августа 1870 года в Бетлехеме в штате Нью-Гемпшир.